# Lijst van ambassadeurs van India in Suriname
Hieronder volgt de lijst van ambassadeurs van India in Suriname.
Tot 5 januari 1977 was de ambassadeur in Georgetown (Guyana) geaccrediteerd als ambassadeur voor Suriname.
De ambassadeur in Paramaribo (Suriname) is ook de niet-residerende ambassadeur in Castries (Saint Lucia) en Bridgetown (Barbados).

## Lijst
| Ambassadeur           | Beëdigd/aangetreden                | Einde termijn | Premier van India              | President van Suriname      | Opmerkingen |
| --------------------- | ---------------------------------- | ------------- | ------------------------------ | --------------------------- | --- |
| Rajendra Nath Gupta   | 5 januari 1977                     |               | Morarji Desai                  | Johan Ferrier               | |
| Bachu Prasad Sinha    | 1982                               | 1989          | Indira Gandhi                  | Fred Ramdat Misier          | (5 januari 1930 – 6 januari 1996) Tot 1982 ambtenaar voor bijzondere dienst op het Indiase ministerie van Buitenlandse Zaken. Hij slaagde erin Desi Bouterse en het leiderschap van de Hindoestaanse gemeenschap met elkaar te verzoenen. Vanaf 1990 ereconsul van Suriname in India. |
| Udai Singh            | 15 april 1994                      | 1997          | Narasimha Rao                  | Ronald Venetiaan            | |
| Kailash Lal Agrawal   | 1997                               | 2000          | Inder Kumar Gujral             | Jules Albert Wijdenbosch    | |
| Kamala Sinha          | 2000                               | 2002          | Atal Bihari Vajpayee           | Ronald Venetiaan            | |
| Ravi Thapar           | 2002                               |               | Atal Bihari Vajpayee           | Ronald Venetiaan            | Zaakgelastigde |
| Om Prakash            | 3 april 2003                       |               | Atal Bihari Vajpayee           | Ronald Venetiaan            | |
| Ashok Kumar Sharma    | 2006                               | 2007          | Manmohan Singh                 | Ronald Venetiaan            | |
| Kanwaljit Singh Sodh  | oktober 2008                       | juni 2012     | Ronald Venetiaan/Desi Bouterse |                             | |
| Fathima Subhashini    | 8 november 2012 / 17 maart 2013    | november 2015 | Manmohan Singh                 | Desi Bouterse               | Ook geschreven als Subashini Murugesan Trad in 1987 toe tot de Indiase buitenlandse dienst, tot 8 november 2012 consul-generaal in Hamburg. |
| Satendar Kumar        | 4 augustus 2015 / 15 december 2015 | 30 juni 2018  | Narendra Modi                  | Desi Bouterse               | |
| Mahender Singh Kanyal | 21 juli 2018                       | 30 juni 2021  | Narendra Modi                  | Desi Bouterse/Chan Santokhi | |
| Shankar Balachandran  | 7 augustus 2021                    | juni 2024     | Narendra Modi                  | Chan Santokhi               | |
| Subhash Gupta         | medio 2024                         |               | Narendra Modi                  | Chan Santokhi               | |